# ヴィエンチャンFT
ヴィエンチャン・フットボール・チーム（ラーオ語: ວຽງຈັນ FT）は、ラオス・ヴィエンチャンを本拠地とするサッカークラブである。

## 概要
2013年に創設されたクラブで、ニュー・ラオス・ナショナルスタジアムを本拠地として使用している。なお、同じヴィエンチャンを本拠地とするヴィエンチャンFCとは別のクラブである。

## 歴代所属選手
- 渡邉宰 2020